# Stemonoporus scaphifolius
Espèce
Statut de conservation UICN

 EN A1c : En danger
Stemonoporus scaphifolius est une espèce de plantes du genre Stemonoporus de la famille des Dipterocarpaceae.